# St.-Kliment-Ohridski-Station
Koordinaten: 62° 38′ S, 60° 22′ W

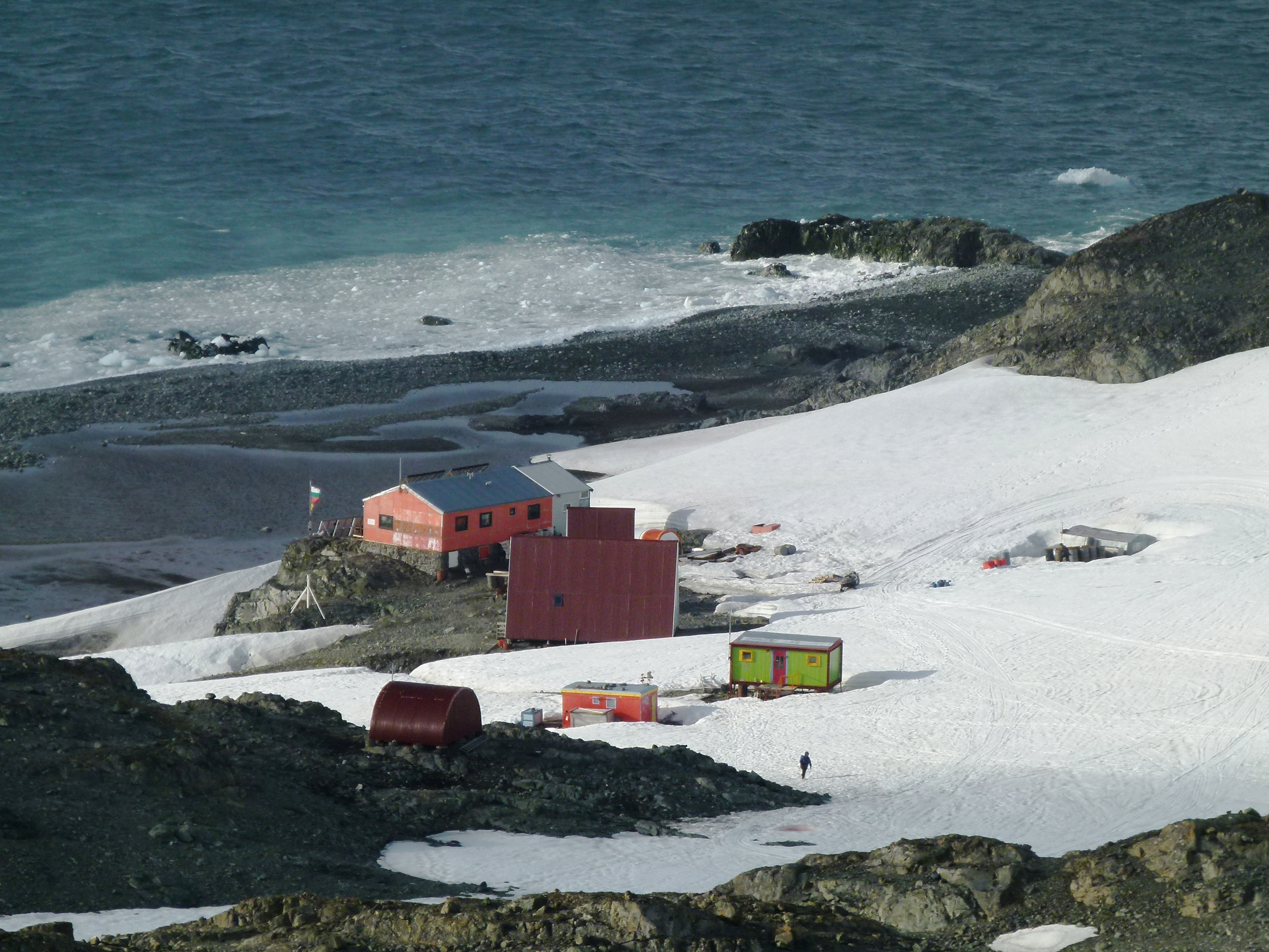
Die Gebäude der St.-Kliment-Ohridski-Station im Jahr 2012

Die St.-Kliment-Ohridski-Station (bulgarisch база Св. Климент Охридски basa Sw. Kliment Ochridski) ist eine bulgarische Forschungsstation auf der Livingston-Insel im Archipel der Südlichen Shetlandinseln in der Antarktis. Sie liegt am Bulgarian Beach im Emona Anchorage in einer Entfernung von nur 1,7 km zur spanischen Juan-Carlos-I.-Station. 

## Geschichte
Die Station wird vom bulgarischen Antarktisinstitut der Universität Sofia im antarktischen Sommer betrieben. Ursprünglich bestand sie aus zwei zwischen dem 26. und 29. April 1988 von einer vierköpfigen Mannschaft mit Unterstützung des russischen Versorgungsschiffs Michail Somow errichteten Schutzhütten. Eigentlich war für ihre Errichtung das Kap Wostok am nordwestlichen Ende der Alexander-I.-Insel westlich der Antarktischen Halbinsel vorgesehen, was jedoch wegen der vorherrschenden Eisverhältnisse nicht hatte erreicht werden können. Die Station wurde zwischen 1993 und 1994 erweitert und offiziell am 11. Dezember 1993 eingeweiht. Benannt ist sie nach dem bulgarischen Bischof und Gelehrten Kliment von Ohrid (≈840–916). Das Hauptgebäude hat eine Nutzfläche von 80 m² und besteht aus zwei Schlafräumen, einem Bad, einem Labor und einem Speiseraum mit Küchenzeile. Zwischen 2007 und 2010 kamen zwei weitere Gebäude hinzu. Hierdurch ist die Kapazität für eine Besetzung mit 25 Personen für geologische, biologische, glaziologische, topographische und geographische Forschungsarbeiten gewährleistet. Personal und Material werden per Schiff von Ushuaia und Punta Arenas verbracht. Seit 2012 gehört eine dem Heiligen Iwan Rilski geweihte Kapelle zur Station.